# No TAV

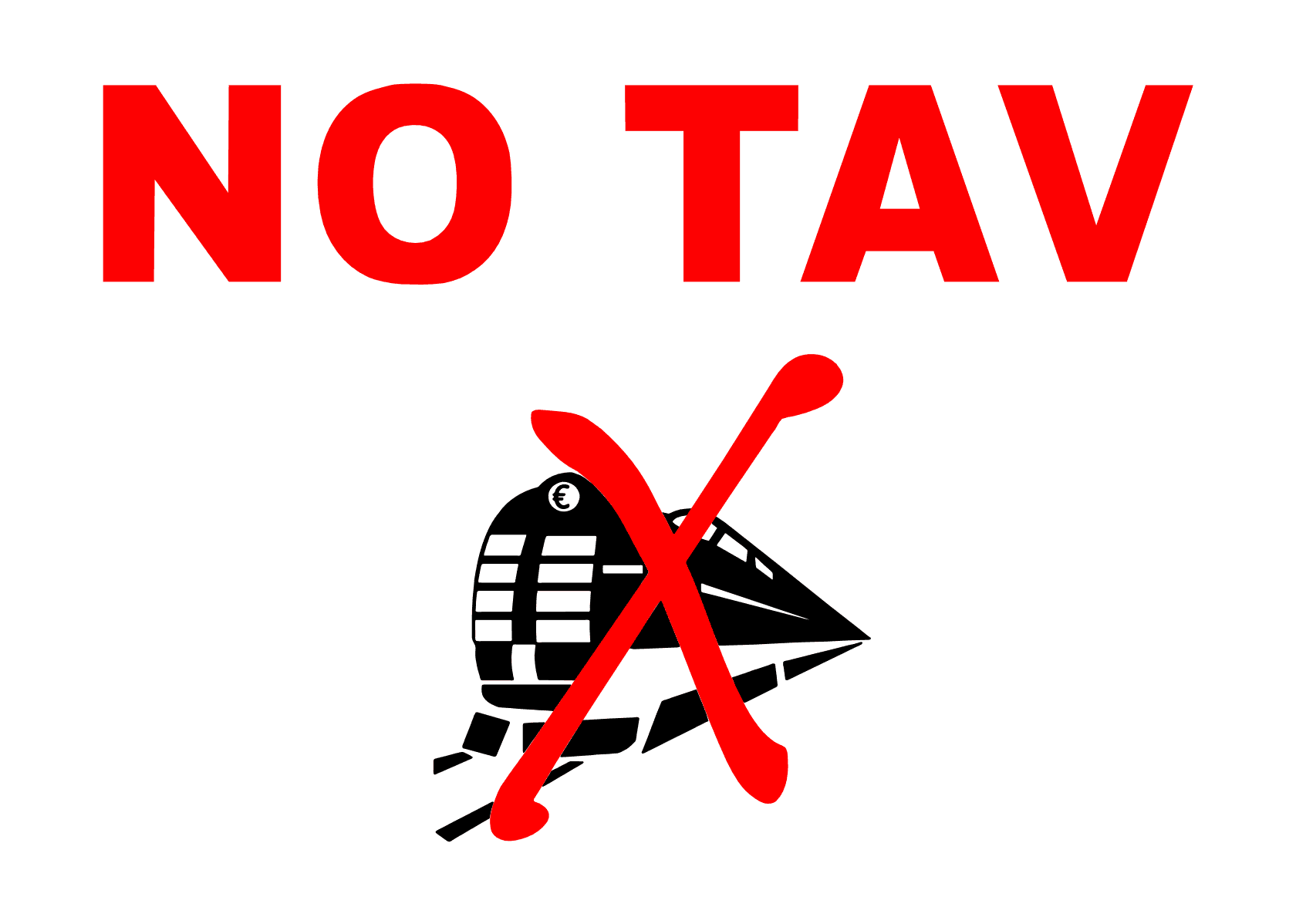
Il simbolo presente in molte bandiere del movimento

No TAV è un movimento di protesta italiano sorto nei primi anni novanta del XX secolo, nel quale si riconoscono gruppi di cittadini accomunati dalla critica alla realizzazione di infrastrutture per l'alta capacità e l'alta velocità ferroviaria (comunemente note come TAV, "Treno ad Alta Velocità"), prese come simbolo ed esempio di una gestione ritenuta inadeguata dei beni comuni, della spesa pubblica, del territorio e della politica.
Le linee ferroviarie al centro delle proteste sono contestate principalmente per via del costo ritenuto eccessivo rispetto alla loro utilità, anche a fronte dell'impatto ambientale e dei danni sulla salute umana nei luoghi coinvolti dalle costruzioni.
Movimenti simili, ma con nomi diversi si sono diffusi in alcuni stati europei, nelle regioni di confine con l'Italia alcuni movimenti hanno anche adottato lo stesso acronimo "No TAV" e i simboli connessi.

## Storia
Il movimento No TAV prende origine in val di Susa all'inizio degli anni novanta spontaneamente dalle proteste contro la realizzazione della nuova linea ferroviaria Torino–Lione acquisendo maggiore importanza nel 2005 anche a livello mediatico ed estendendosi, in misura minore, in altre regioni d'Italia (Mugello, Genova-Alessandria, Firenze, Brennero, ecc.) ed in altri paesi europei, come la Francia.

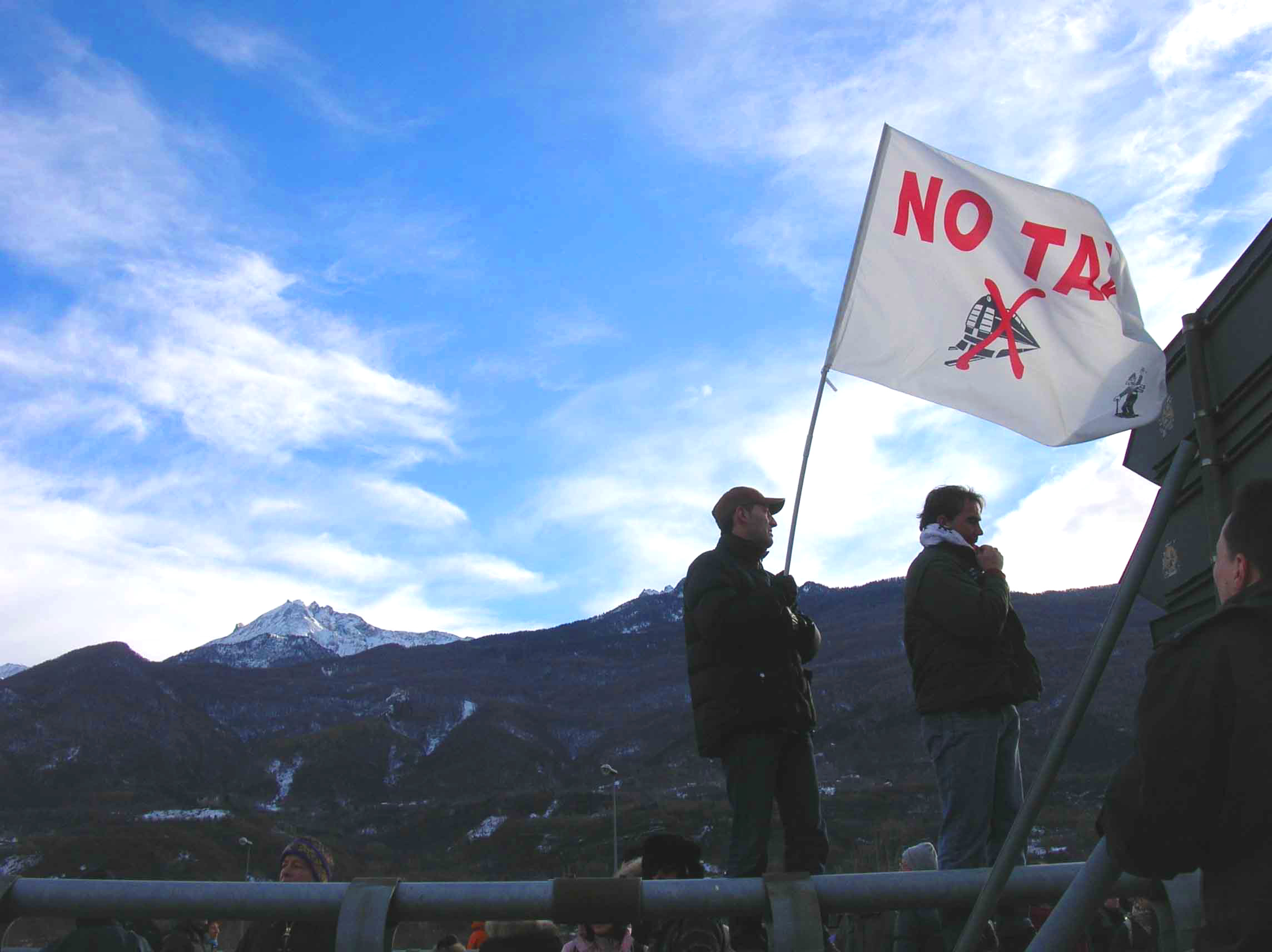
Un momento della manifestazione del 6 novembre 2005

Già alla fine degli anni ottanta circolò l'idea di unire il noto "TGV" francese alle linee ferroviarie italiane, in un unico disegno di Alta velocità ferroviaria a livello europeo. L'idea diventò ben presto un vero e proprio progetto politico-economico, appoggiato da vari comitati promotori locali, e cavalcato politicamente dall'allora presidente della Regione Piemonte Gian Paolo Brizio, con la creazione - in seno ad FS - dell'azienda dedicata Treno Alta Velocità S.p.A.; al contempo nasceva così un comitato contro il progetto, chiamato "HABITAT", principalmente costituito da tecnici, professori, sindaci, amministratori ed ambientalisti. Per il progetto fu coinvolta anche la Società Italiana per il Traforo Autostradale del Frejus, tuttavia già nei primi anni novanta si crearono subito enormi spaccature e varie opinioni divergenti, che convogliarono, appunto, in un'unica protesta, chiamata "NO TAV".

### Le prime manifestazioni (1995-2003)
Sulla scia di ormai già annose proteste e varie assemblee pubbliche, la prima grande manifestazione pubblica risale al 2 marzo 1995 a Sant'Ambrogio di Torino. Nel periodo immediatamente successivo, a partire dal 1996 circa, alle proteste pacifiche si unirono anche alcuni contestatori più accesi e particolarmente vicini al mondo dei centri sociali di Torino, degli squatters e dei movimenti di estrema sinistra. A loro volta, emersero ancora altri contestatori, di matrice più violenta, iniziando dapprima con scontri e atti intimidatori, quali, ad esempio, le bombe molotov fatte esplodere in frazione Falcemagna di Bussoleno, per poi sfociare in ancor più accese proteste, spesso rivendicate dal cosiddetto gruppo dei "Lupi grigi", un nome che si rifaceva allo storico movimento estremista turco. Ben presto, i gruppi più violenti furono identificati nella matrice anarco-insurrezionalista che culminò, nel marzo 1998, con l'arresto di tre esponenti anarchici, Maria Soledad Rosas detta "Sole", argentina di Buenos Aires, Edoardo Massari detto "Baleno" di Ivrea e Silvano Pelissero di Bussoleno. I primi due si suicideranno da lì a breve, mentre resterà vivo soltanto Silvano.
In seguito, emerse la assoluta infondatezza delle accuse nei confronti dei tre, sollevando numerose polemiche sul comportamento delle autorità giudiziarie e di polizia.
Le iniziative popolari delle manifestazioni tuttavia, presero subito distanza dalle frange più violente del movimento di protesta. Nel periodo 1999-2002 continuarono quindi numerosi cortei e comitati in vari comuni della valle, per culminare il 31 maggio 2003 con la prima importante e più lunga marcia, da Borgone Susa fino a Bussoleno.

### Le proteste del 2004-2005

Logo

A fronte anche dei numerosi espropri forzati iniziati per molti dei terreni e delle case della valle, in questo periodo venne creata una vera e propria lista civica "NO TAV", che si presentò alle elezioni provinciali del 2004. Il 5 novembre dello stesso anno, fu costituita un'assemblea permanente a Bussoleno. Un'ulteriore grande protesta pubblica poi, avvenne il 4 giugno 2005, con un'altra marcia, questa volta da Susa fino a Venaus, e ancora il 5 novembre 2005, con una fiaccolata da Susa a Mompantero (più di 15 000 partecipanti), il 16 novembre 2005 con un'altra marcia da Bussoleno a Susa (circa 50 000 partecipanti secondo gli organizzatori), il 6 dicembre e l'8 dicembre.

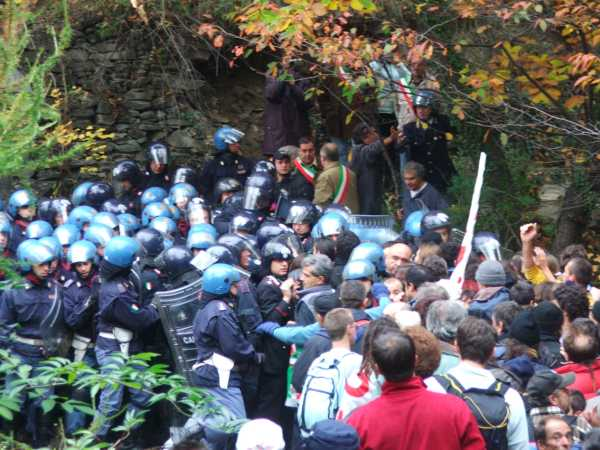
31 ottobre 2005: ponte sul torrente Ganduja

Furono organizzati tre presidi permanenti, in località Bruzolo e Borgone Susa, luoghi in cui dovevano iniziare i primi sondaggi del 2005, ed a Venaus dove dovevano iniziare i lavori di una galleria geognostica del tunnel di base secondo il progetto originario del 2003, oggi in parte modificato.

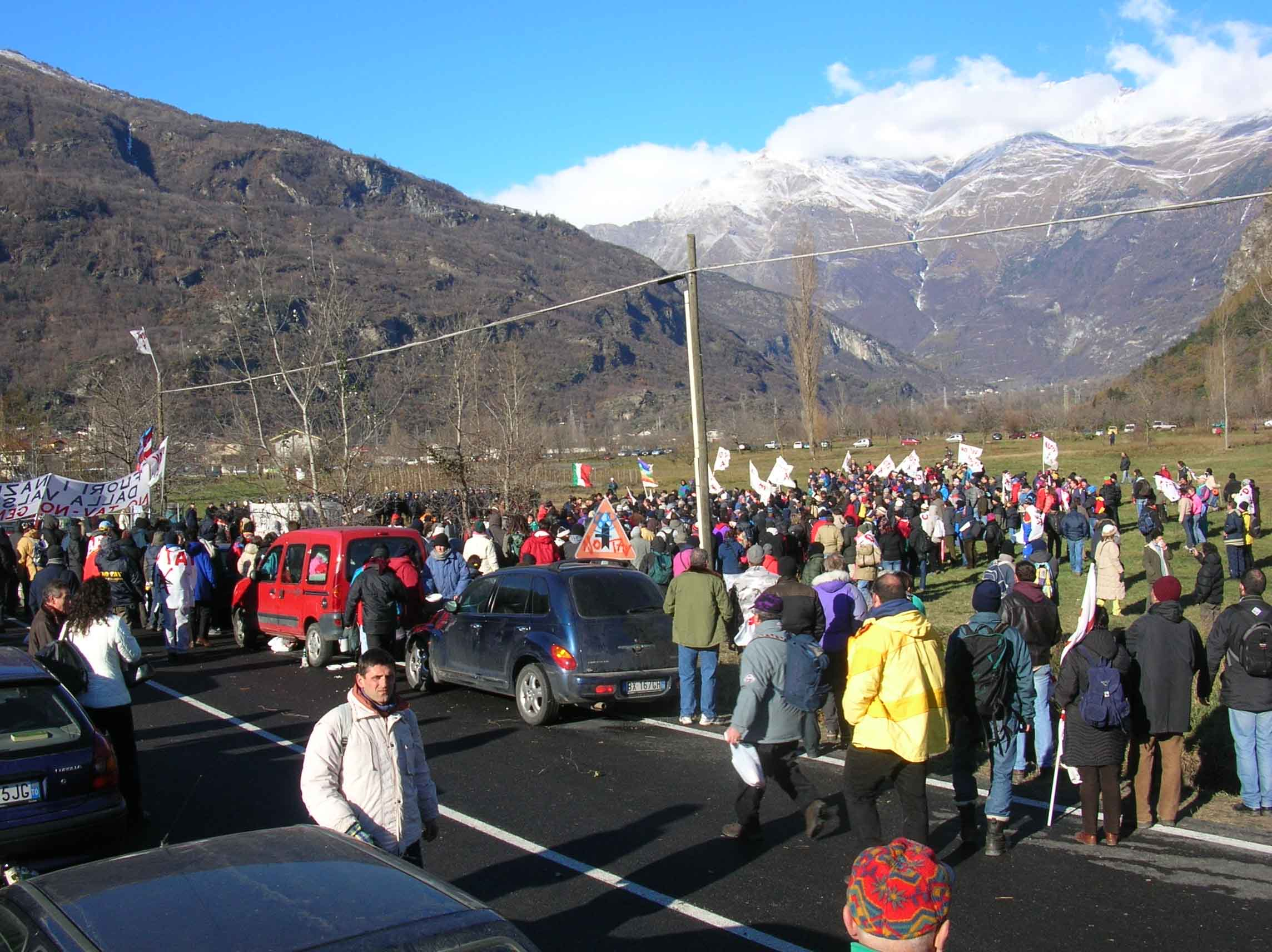
30 novembre 2005: presidio a Venaus

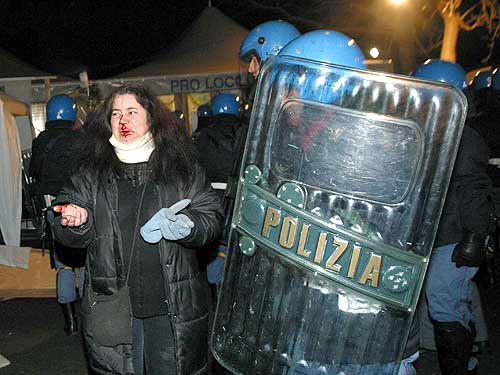
6 dicembre 2005: Manifestante ferita

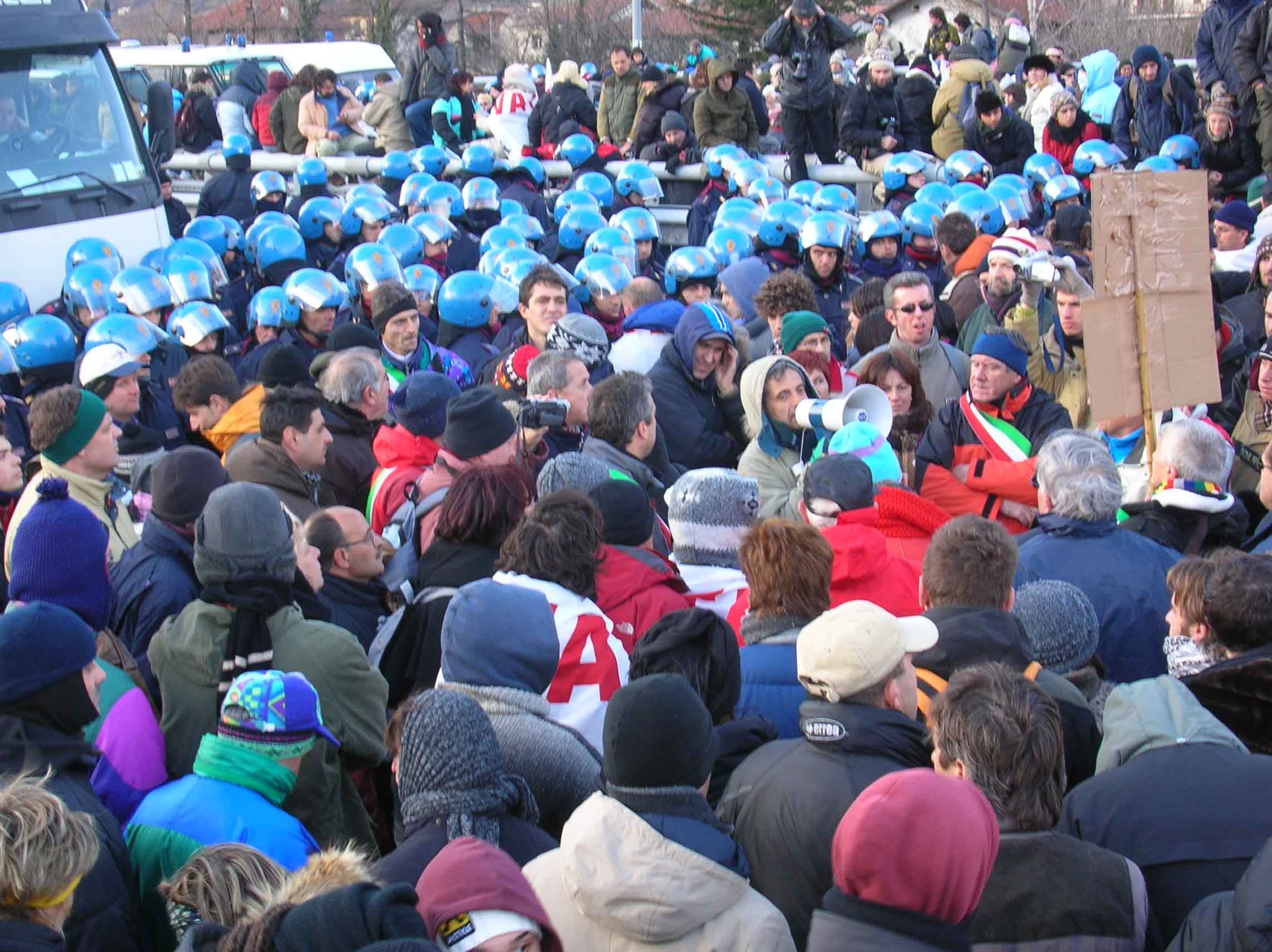
6 dicembre 2005: blocco della Val di Susa

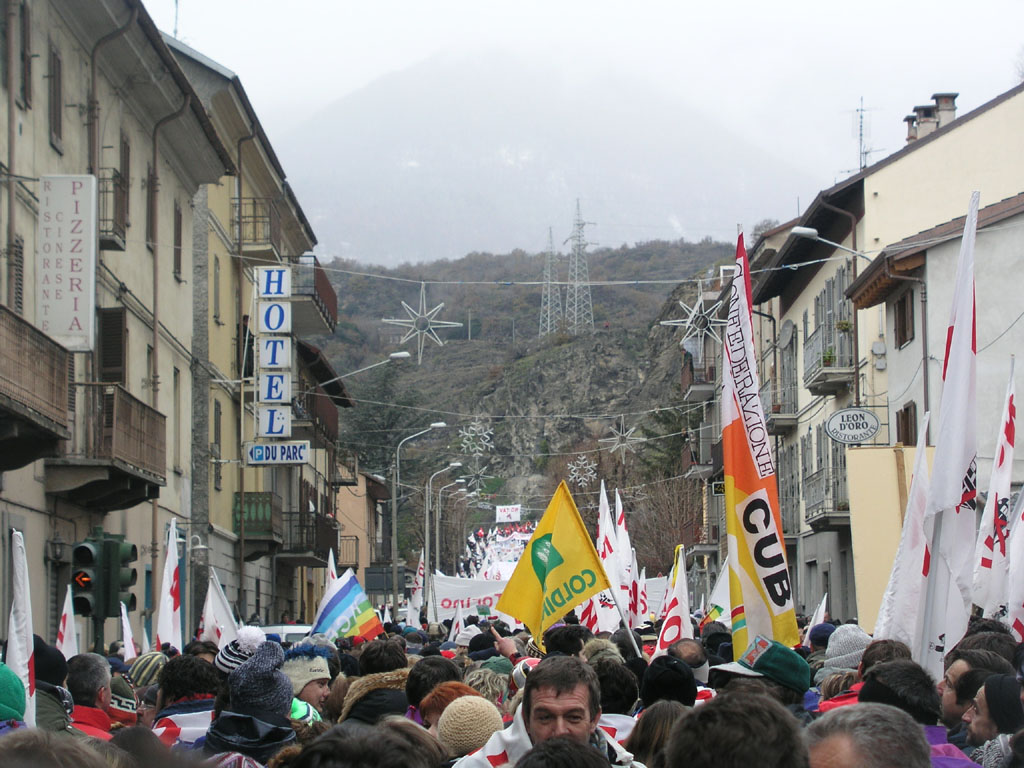
8 dicembre 2005: ritorno a Venaus

Alla fine dell'ottobre 2005 le autorità decisero di sistemare un impianto di perforazione nel territorio di Mompantero per fare dei sondaggi del terreno. Per l'esproprio dei terreni si rese necessario l'intervento delle forze dell'ordine, a causa della ferma opposizione di membri del movimento No TAV, dei sindaci e dei cittadini.
Le Forze dell'ordine disposero posti di blocco nell'intero paese di Mompantero e nella notte tra il 5 e il 6 dicembre 2005 fecero irruzione nel presidio di Venaus per porre fine all'occupazione dei terreni su cui doveva essere allestito il cantiere. Una ventina di manifestanti furono feriti. L'8 dicembre 2005 si tenne una manifestazione di protesta contro tale sgombero: una marcia formata da circa 30 000 persone partì da Susa con destinazione Venaus. Durante la manifestazione si verificarono alcuni contatti con le forze dell'ordine che non consentivano l'ingresso sulla strada provinciale per Venaus, ma la manifestazione proseguì la marcia. Giunta a Venaus, la popolazione rimosse le reti di recinzione del futuro cantiere e invase i prati, bloccando così l'inizio lavori. Fu costruito un nuovo presidio, situato di fronte al precedente, utilizzato come osservatorio nel caso fossero iniziati dei lavori.
Questi fatti, portarono all'abbandono dell'iniziale progetto del 2003, criticato anche per i suoi problemi concettuali, ed alla formazione dell'Osservatorio.

### Dopo il blitz di Venaus
Dopo le tensioni tra i cittadini della Val di Susa e il Governo seguite al blitz della polizia, la magistratura mise sotto sequestro le aree di Venaus, che furono subito abbandonate dagli occupanti e dalla stessa azienda incaricata per i lavori di scavo. Parallelamente il governo promise di istituire un tavolo di confronto tecnico e politico, con i sindaci dei Comuni coinvolti e esperti nominati da entrambe le parti.
Il tavolo di confronto è stato realizzato a partire dal 2006 sotto il nome di Osservatorio; il suo presidente Mario Virano, nominato direttamente dal governo, è contestato dal movimento No TAV per conflitto di interessi, in quanto riveste ruoli rilevanti all'interno di aziende coinvolte a vario titolo nel progetto del TAV: amministratore delegato uscente della Sitaf (che gestisce l'autostrada A32 e il Traforo stradale del Frejus) e consigliere di amministrazione ANAS.
Nell'Osservatorio, fino al 2011 sono avvenuti diversi incontri tra i sindaci, tecnici e proponenti, ma sono stati esclusi dalla partecipazione la maggior parte dei sindaci No TAV. Degli 8 sindaci convocati all'Osservatorio, hanno potuto partecipare solo 3 sindaci contrari all'opera, rispetto alla maggioranza di 5 favorevoli. Il movimento No TAV e le popolazioni della Val di Susa hanno contestato per queste ragioni l'attendibilità e serietà dell'Osservatorio, criticando il non aver coinvolto le popolazioni, l'eccesso di propaganda, e di non aver preso in considerazione l'opzione di non realizzare l'opera.

### Contestazioni per le Olimpiadi Invernali Torino 2006
Con il percorso verso il Piemonte della fiaccola olimpica, il movimento No TAV si fece notare lungo il percorso del tedoforo per sfruttare la vetrina mondiale offerta dall'evento olimpico. A Susa un manifestante tentò simbolicamente di calare una bandiera No TAV sulla fiaccola. Il percorso originario doveva includere l'intera Val di Susa, ma fu deviato, per precauzione, senza raggiungere molti paesi tra cui Avigliana.
Tuttavia, non fu effettuato nessun atto di boicottaggio verso le Olimpiadi Invernali, come invece si era paventato nei giorni precedenti.

### Inverno 2006-2007
Con il Governo Prodi II, si avvia un tentativo di coniugare la volontà di creare il nuovo percorso ferroviario con le esigenze della popolazione della valle. Alla fine di febbraio 2007, i tre partiti di centrosinistra che più avevano appoggiato il movimento No TAV (i Verdi, i Comunisti Italiani e Rifondazione Comunista) accettano i 12 punti imposti per ricostituire il proprio governo dimissionario dal Presidente del consiglio Romano Prodi, tra i quali quello sulle infrastrutture. Immediatamente vengono ammainate le bandiere di questi partiti dal presidio No TAV di Borgone (Val Susa). A livello locale (provincia di Torino), invece, tali partiti continuano ad appoggiare il Movimento.

### I sondaggi propedeutici
Nel 2009 viene annunciata una serie di sondaggi propedeutici alla progettazione del nuovo tracciato. Il movimento No TAV contesta e contrasta tali azioni, ma perché ritenute inutili dal punto di vista tecnico e funzionali all'opera contestata.
Durante l'inverno 2009-2010 si registrano diversi momenti di tensione che riportano l'attenzione internazionale sulla vicenda. In un'intervista rilasciata al quotidiano la Repubblica l'attore francese Gérard Depardieu si schiera dalla parte del movimento No TAV.
Il 19 dicembre un incendio doloso distrugge il presidio No TAV causato dagli stessi a Bruzolo.
Il 19 gennaio 2010 alle 3 del mattino, con un ingente dispiegamento di forze dell'ordine, iniziano i lavori per il sondaggio geognostico presso l'autoporto di Susa. Il movimento reagisce occupando l'autostrada del Fréjus.
Per rispondere al tentativo di realizzare i 91 sondaggi previsti dal progetto, il movimento No TAV organizza a Susa una manifestazione il 23 gennaio 2010 alla quale partecipano tra le 40 000 persone (a detta degli organizzatori) e le 20 000 (secondo le stime delle forze dell'ordine).

### Proteste del 27 giugno e del 3 luglio 2011
Il 22 maggio 2011 gli attivisti No TAV formano un presidio permanente a Chiomonte in località Maddalena (di fronte al Sito Archeologico) ribattezzato Libera Repubblica della Maddalena, nell'area che dovrà essere utilizzata per realizzare un tunnel geognostico ritenuto necessario per sondare il terreno dello scavo per la realizzazione del Tunnel di base, per bloccare l'inizio dei lavori fino al 30 giugno impedendo così all'Italia di raggiungere i requisiti necessari per ottenere i finanziamenti europei per la realizzazione del tunnel geognostico.
Alle 4:30 del mattino del 27 giugno sono inviati circa 2 500 rappresentanti delle forze dell'ordine per sgomberare il presidio e consegnare così l'area alla società addetta ai lavori. I No TAV presenti sparano alcuni fuochi d'artificio per segnalare l'arrivo delle forze dell'ordine agli abitanti della valle e agli altri manifestanti. Nasce uno scontro tra forze dell'ordine e manifestanti, finché le forze dell'ordine non usano gas lacrimogeni al CS per disperdere la folla. Alla fine della giornata le forze dell'ordine riescono a entrare in possesso della zona archeologica di Chiomonte (nel cui piazzale di parcheggio si trovava il presidio) e del museo annesso, innalzando reticolati e blocchi per impedire una nuova occupazione.
A Chiomonte, alcune proteste si radicalizzano e alcuni dei manifestanti lanciano sassi contro le forze dell'ordine.
A Bologna, verso la conclusione di una manifestazione No TAV, la protesta dei militanti del movimento sfocia in un'aggressione ai danni dell'esponente della Lega Nord (già candidato sindaco per il centrodestra alle elezioni amministrative del 16 e 17 maggio 2011) Manes Bernardini, il quale, insieme ad altri consiglieri, si trovava presso il gazebo di un bar. Dopo aver individuato l'esponente della Lega, i militanti No TAV lanciano al suo indirizzo monetine, un accendino, lattine di birra vuote e, secondo le dichiarazioni del consigliere Mirka Cocconcelli, anche un sasso, che tuttavia non è stato rinvenuto dalla polizia accorsa in assetto antisommossa.
I comitati No TAV organizzano quindi una manifestazione di protesta il 3 luglio 2011, sempre a Chiomonte, manifestazione alla quale, secondo gli organizzatori, partecipano circa 60.000 persone. Del corteo fanno parte anche numerosi sindaci dei comuni della bassa Val di Susa. Nel pomeriggio, dal corteo autorizzato si distacca una parte di manifestanti che decide di assediare la zona presidiata dalle forze dell'ordine per tentare di rioccuparla. Al termine degli scontri si contano circa 200 feriti fra i manifestanti e 188 fra le forze dell'ordine. Vengono inoltre arrestate 5 persone. Alla fine della giornata di guerriglia le forze dell'ordine riescono a mantenere il possesso dell'area.
Il movimento No TAV denuncia il lancio di oggetti e lacrimogeni ad altezza uomo contro i manifestanti da parte delle forze dell'ordine. Tali affermazioni sono state supportate da alcuni filmati e fotografie amatoriali.
Il 26 gennaio 2012 la magistratura di Torino decide di arrestare 26 persone con l'accusa di aver compiuto vari reati durante la manifestazione del 3 luglio 2011. Due giorni dopo i comitati No TAV decidono di organizzare una marcia di solidarietà per gli arrestati, accusando la magistratura di aver compiuto queste azioni solamente al fine di discreditare il movimento e chiedendone l'immediata liberazione.

### Proteste di febbraio e marzo del 2012

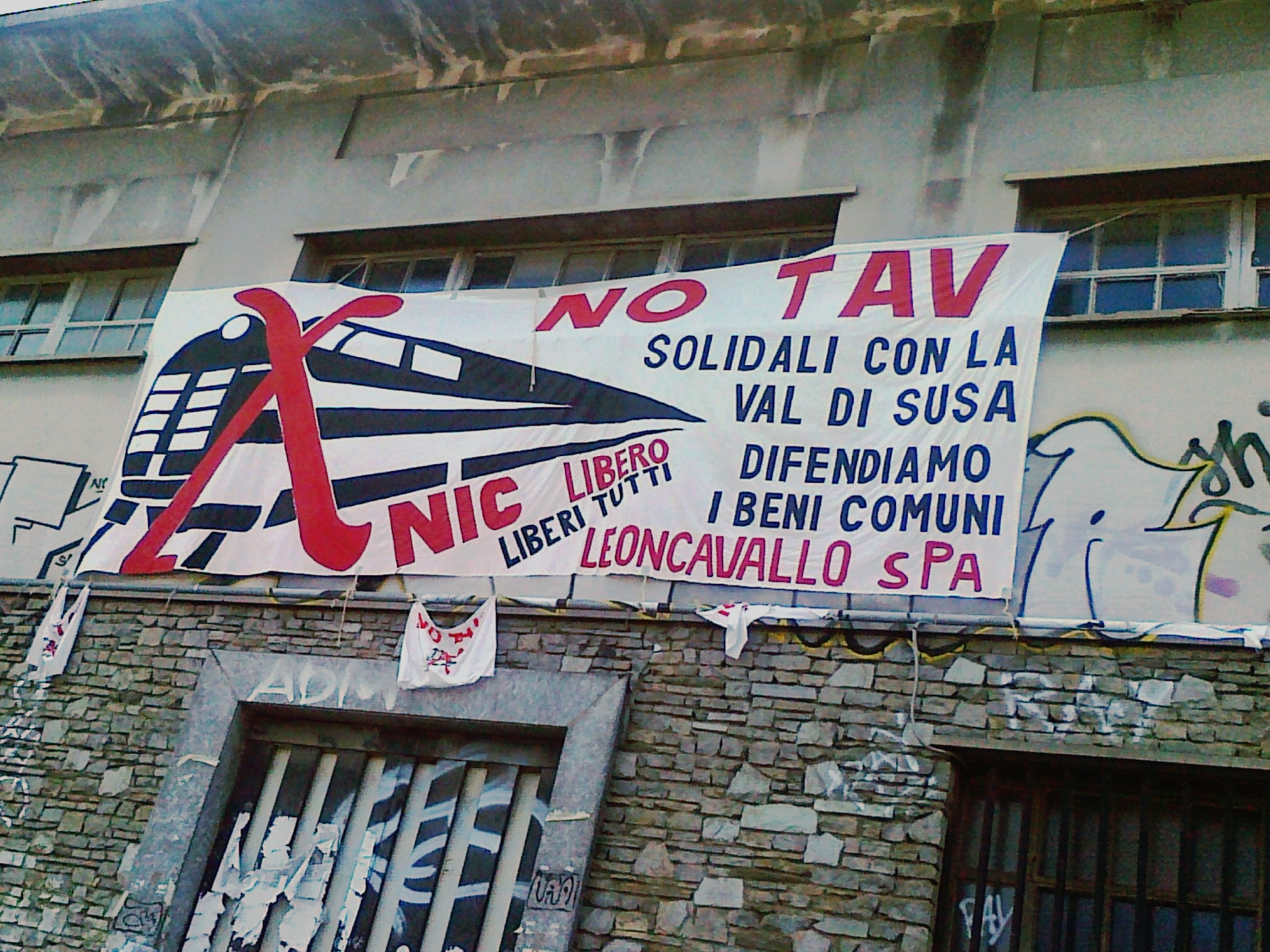
Striscione di solidarietà No TAV sulla facciata del centro sociale Leoncavallo di Milano

Il 27 febbraio 2012 sono iniziati gli espropri dei terreni lungo il percorso del progetto. Nel corso delle proteste un militante No TAV, Luca Abbà, cade da un traliccio dopo essere stato folgorato riportando gravi ferite. Nei giorni seguenti si sono verificati scontri fra i manifestanti e le forze dell'ordine a causa dell'occupazione di ferrovie e autostrade.
Il 2 marzo 2012, in seguito agli scontri in Val di Susa, il presidente del Consiglio, Mario Monti, ha confermato l'impegno per la realizzazione dei lavori.

### Tribunale permanente dei Popoli
Nell'autunno del 2015 il Tribunale permanente dei Popoli emise una sentenza morale contro l'Italia per violazione dei diritti dei cittadini della Val di Susa, operata tramite la mancata corretta informazione sui rischi ambientali collegati alla grande opera, la simulazione di un processo partecipativo in seno all'osservatorio (che secondo la sentenza escluse tutte le rappresentanze locali contrarie al progetto), l'omissione di un serio studio sull'impatto ambientale e la contestuale diffusione di dati e informazioni false, la limitazione della libertà di manifestazione del pensiero, la criminalizzazione di ogni forma di dissenso e l'uso sproporzionato della forza.

### Manifestazione dell'8 dicembre 2018
Per rispondere alla precedente manifestazione cittadina Sì TAV, con 30.000 persone che scesero in piazza a favore dell'opera il 10 novembre 2018, il movimento No TAV trasferì per le strade di Torino la consueta manifestazione valligiana dell'8 dicembre (data scelta per ricordare i fatti del 2005 a Venaus) contro la grande opera, alla quale parteciparono più di 50.000 persone, partendo da Piazza Statuto e arrivando nel centro della città, in Piazza Castello.

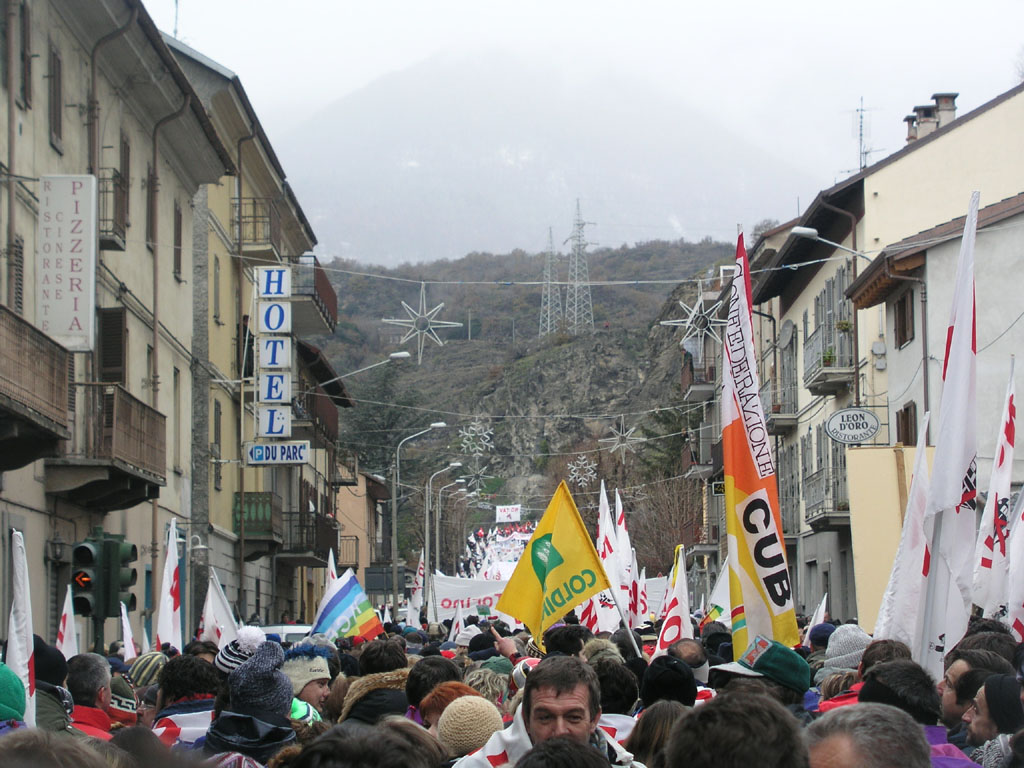

## Caratteristiche
Il movimento No Tav, per la particolare importanza delle tematiche sociali affrontate, per l'ampiezza del fenomeno stesso e per l'impatto mediatico, ha costituito in Italia un elemento rilevante nel quadro politico nazionale, raggiungendo una valenza simile ad un brand. Secondo alcuni attivisti inoltre, l'importanza e la generalità delle idee e delle critiche avrebbe "reso trascurabile il tema originale del movimento, che ora si ribella a un uso senza moderazione dei soldi dei contribuenti, del territorio e della buona fede di un intero paese che ancora oggi non sa quale sia la verità sull'alta velocità in Piemonte".

### La classificazione comeNimby
Le associazioni No TAV sono state ripetutamente inserite fra i movimenti Nimby (acronimo inglese per Not In My Back Yard; letteralmente "non nel mio cortile") dai principali quotidiani italiani. Secondo il Nimby Forum, un osservatorio patrocinato dalla presidenza del Consiglio e costituito da molte aziende e multinazionali coinvolte in grandi progetti infrastrutturali in Italia nel 2011 le proteste alle infrastrutture come la TAV costituirebbero il 4,8 % del totale delle contestazioni contro le nuove opere pubbliche, che secondo il Forum rappresentano un blocco del paese in tavoli di discussione destinati a non raggiungere alcuna risoluzione. Secondo lo stesso osservatorio nel 2006 la linea ad alta velocità Torino-Lione è stata l'opera più contestata d'Italia.
L'appartenenza alla categoria dei movimenti nimby viene accettata da alcuni aderenti del movimento No TAV e respinta da altri. Ad esempio Claudio Giorno, ambientalista e giornalista originario della Val di Susa, tra i primissimi promotori della protesta, riconosce la componente nimby come elemento determinante nell'innescare la protesta contro la linea ferroviaria Torino-Lione. Secondo l'ambientalista, il movimento No TAV rappresenterebbe anche una legittima battaglia delle popolazioni locali a difesa di una valle già sede di numerose altre opere pubbliche e del loro impatto sull'ambiente:
"Alle origini di questa lotta, con le caratteristiche di cui parlavo, c'è un aspetto che ho omesso. Fin da subito noi abbiamo detto che questa era una battaglia nimby e che non ce ne vergognavamo neanche un po'. Alcuni di noi erano stati protagonisti in quanto ambientalisti della lotta contro l'autostrada, che era stata una lotta di un piccolo gruppo. E prima che venisse costruita l'autostrada era già stata comunque raddoppiata la ferrovia esistente [...] Tutte queste cose che si sono succedute negli anni, in più di 50 anni, hanno determinato che ci fossero delle sorgenti che si seccavano, guai idrogeologici, si sono aggravate le conseguenze delle alluvioni periodiche, frane, ecc."
Altri esponenti del movimento No TAV rifiutano l'accostamento all'acronimo nimby, sostenendo che la loro lotta è contro lo sviluppo di linee ferroviarie ad alta velocità a prescindere dalla loro collocazione geografica o dal tracciato seguito. All'opposto, un movimento di tipo Nimby non contesta invece la finalità di un progetto, ma semplicemente chiede di realizzarlo altrove. Secondo questa interpretazione, la grande diffusione dei movimenti contrari alla realizzazione di opere pubbliche in Italia sarebbe inoltre indice di una saturazione del territorio, di proporzioni tali da non poter più raggiungere alcun accordo per lo sviluppo di opere condivise con le popolazioni e compatibili con l'ambiente.
Renato Fontana ed Enrico Sacco sottolineano le differenza fra questo movimento e altri movimenti definibili come nimby:
(p. 27, R. Fontana, E. Sacco, Conflitto, partecipazione e decisionismo nello sviluppo locale. Il caso delle grandi opere in Italia, Francia e Belgio, Franco Angeli, 2011,)
Secondo lo studioso di comunicazione Miccio Mauro, i movimenti No TAV sarebbero un effetto Nimby causato da mancato dialogo fra istituzioni e cittadini:
(Mauro Miccio, Ascoltare il silenzio. Manuale di sociologia della comunicazione, FrancoAngeli, 2012, p. 122. ISBN 8856869713)
Gli studiosi di psicologia sociale Mannarini Terri e Roccato Michele, invece includono questo movimento, a quei movimenti nimby che si oppongono al Ponte sullo Stretto di Messina, No Dal Molin, alla Discarica di Chiaiano, ma rivedendo la loro valutazione, affermando che non possono essere semplicisticamente giudicati come movimenti egoistici, oscurantisti e violenti non interessati al bene comune.

## Attività

### Il dibattito sull'alta velocità ferroviaria
```

```

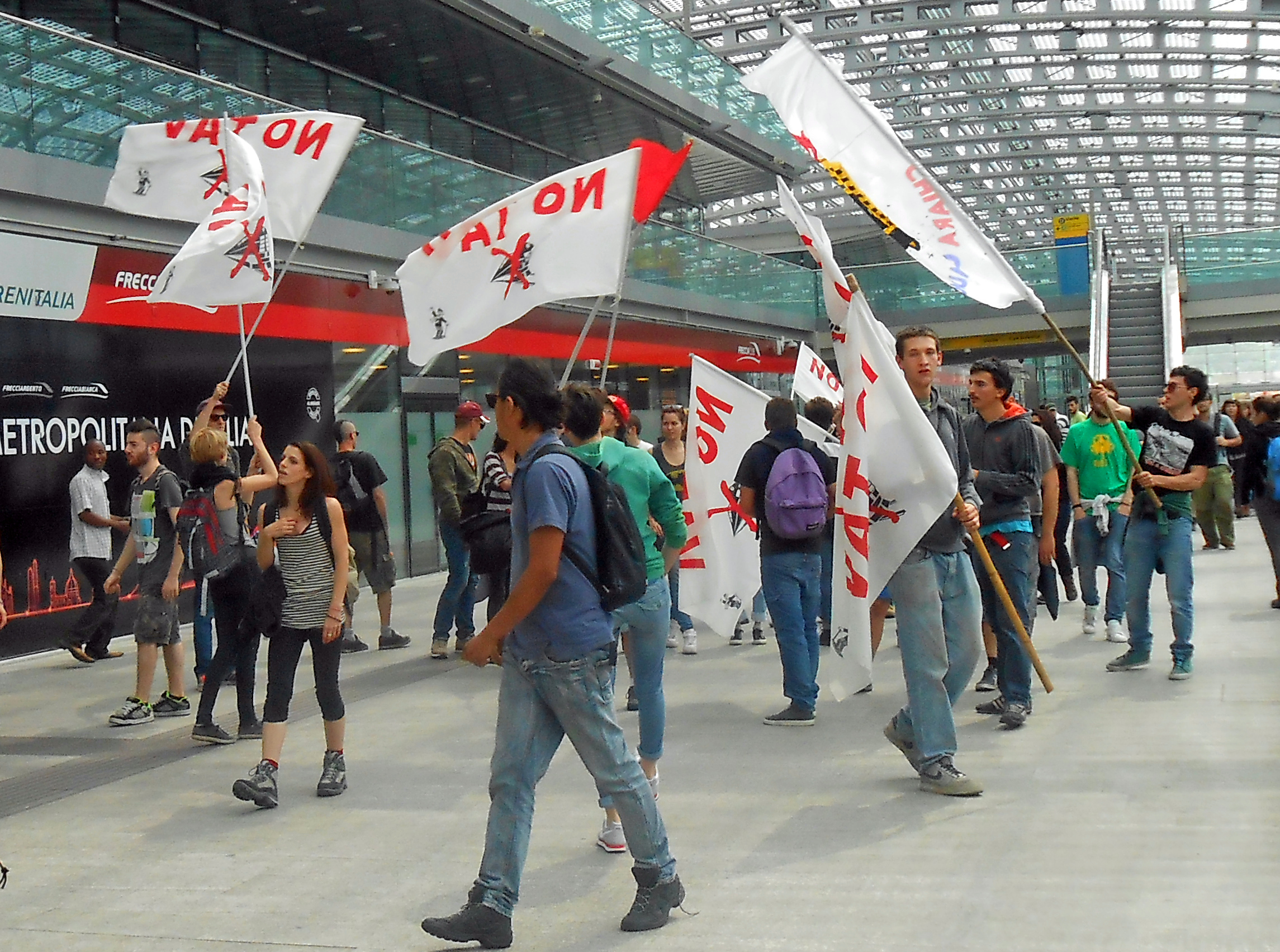
Protesta dei No Tav alla Stazione di Torino Porta Susa - 10 maggio 2014

Il dibattito attorno alle linee ferroviarie ad alta velocità è basato su approfondimenti tecnici, di carattere economico ed ambientale, prodotti da esperti di diverse discipline ed appartenenti ad università e istituti di ricerca sia italiani che stranieri. Le motivazioni No TAV sono state avvalorate da studi, come quello di P. Beria e R. Grimaldi, che evidenziano in Italia la sproporzione degli investimenti su questo tipo di linee rispetto al loro reale utilizzo e alla loro efficacia, in termini di traffico passeggeri e riduzione dei tempi di percorrenza, sebbene, alla luce di dati successivi, i medesimi autori abbiano riconosciuto un bilancio socio-economico positivo dell’AV italiana. Secondo i primi studi, sia le linee TAV che quelle convenzionali resterebbero sottoutilizzate, soprattutto per limiti strutturali, e una maggiore integrazione potrebbe invece migliorare notevolmente la situazione.
Secondo altre pubblicazioni, invece, le condizioni affinché i TAV abbiano un impatto positivo sull'ambiente e sull'economia sono molto restrittive e difficili da definire. Ad esempio, sebbene sia riconosciuto dai loro studi un impatto ambientale maggiore delle nuove linee rispetto a quelle tradizionali, in accordo con le motivazioni No TAV, i treni ad alta velocità potrebbero comunque risultare positivi se si riuscisse con questi ad attirare e sostituire il traffico dei mezzi più inquinanti, come auto e aerei. Inoltre le preoccupazioni di una delocalizzazione delle aziende verso le aree dove il costo del lavoro è minore, paventata dai No TAV, oppure lo sviluppo di regioni depresse, indicato dai promotori, sarebbero opposte alla realtà, dove invece le linee ferroviarie ad alta velocità hanno l'effetto di concentrare il lavoro nei centri produttivi maggiori.

### Argomenti portati dai movimenti
Numerosi movimenti No TAV contestano il progetto della linea ferroviaria volta ad unire Torino e Lione, passando attraverso la Val di Susa. La parte più importante del tracciato, in termini di dibattito e anche economici, sarebbe un tunnel di oltre 50 km scavato nelle montagne fra Susa, in Italia, e Maurienne, in Francia.
I movimenti di protesta considerano la linea ad alta velocità progettata in valle di Susa un'opera troppo costosa e non necessaria a migliorare la qualità dei trasporti fra la Francia e l'Italia, spinta da soggetti interessati unicamente alla possibilità di ingenti profitti. In particolare gli stessi studi dei promotori della nuova linea e l'Osservatorio governativo affermano che la linea attuale (ferrovia del Frejus) sarebbe stata ben sotto la saturazione fino al 2019, ossia fino all'entrata in vigore delle nuove norme di sicurezza, mentre gli studi che prevedano un aumento del traffico sulla direttrice Torino–Lione erano rivelati di fatto errati.
Vi sono diverse ragioni che i movimenti muovono contro la costruzione della nuova linea Torino-Lione in val di Susa:
- Il traffico sulla direttrice Torino–Lione è, per stessa ammissione dei promotori della nuova linea e del Governo Italiano, in continua diminuzione, specialmente quello ferroviario. La linea TAV resterebbe pesantemente sottoutilizzata.[62][63] Questa diminuzione del traffico non è imputabile solo ai lavori di adeguamento del tunnel ferroviario, in quanto riguarda anche l'autostrada ed è comunque un calo iniziato già in precedenza, come dimostrano i rapporti "Alpinfo" dell'ente svizzero per i trasporti.[64] Gli studi del promotore della linea, Lyon Turin Ferroviaire, ipotizzano invece fin dagli anni novanta una crescita esponenziale e sistematica del traffico, ma ad oggi tale crescita non si è avuta ed anzi il traffico è drasticamente calato.[65]
- L'opera, a causa dell'elevato costo e tenendo conto dei possibili ricavi, sarebbe economicamente fallimentare, con gravi ripercussioni sulle finanze pubbliche.[66][67] Nel 2012 la corte dei conti francese ha infatti evidenziato che molte nuove linee ferroviarie previste in Francia, fra cui la Torino-Lione, non sono sostenibili dal punto di vista del bilancio e non ne è stata accertata né la loro redditività finanziaria e socio-economica, né l'interesse ambientale, raccomandando di dare priorità all'ammodernamento delle connessioni ferroviarie già esistenti.[68]

Numero di autoveicoli che annualmente attraversano, nei due sensi, il traforo autostradale del Frejus

- L'attuale ferrovia del Frejus è sottoutilizzata e il suo potenziamento, in parte già effettuato a partire dal 2001,[69] comporta costi minori rispetto alla realizzazione di una nuova doppia linea.
- In alcuni specifici siti di superficie nei pressi del tracciato attraversato da gallerie si è rilevata presenza di amianto e uranio. Al 2013 non si hanno conferme né sulla presenza né sull'eventuale densità di questi materiali lungo il tracciato di scavo.[70] In caso venisse confermata una presenza massiccia di amianto si potrebbe averne diffusione durante i lavori sino alla periferia della vicina Torino e oltre, sia a causa dei trasporti, sia a causa dei forti venti caratteristici della valle.[71][72]
- Alla realizzazione del tunnel di base conseguirebbero gravi danni ambientali, LTF (Lyon Turin Ferroviaire) ad esempio prevede di drenare da 60 a 125 milioni di metri cubi d'acqua dalle falde sotterranee,[73] con il rischio di causare importanti dissesti idrici nelle zone limitrofe come è già avvenuto per il tunnel del Mugello.[74] La commissione francese chiamata a valutare il progetto, pur riconoscendo all'opera benefici che superano di gran lunga gli svantaggi, ha comunque riportato un impatto importante sull'agricoltura.[75]
- Lo "spostamento su rotaia delle merci che viaggiano su TIR" è smentito dalla stessa LTF e dall'Osservatorio governativo. Infatti essi prevedono un enorme aumento dei traffici con la Francia via strada ed ancora maggiore via ferrovia:[76] la diminuzione dei camion è quindi solo in percentuale, e tale fatto è stato sfruttato a scopo propagandistico.[77] In ogni caso, uno spostamento dalla strada alla ferrovia potrebbe avvenire, se si volesse veramente, anche usando la linea esistente,[78] oggi adeguata al trasporto di container di ogni sagoma.
- L'opera rientrerebbe all'interno delle politiche di esportazione di capitale produttivo/importazioni di merci a basso costo favorendo la delocalizzazione delle aziende in aree geografiche dove il costo del lavoro è inferiore, non solo portando all'estero posti di lavoro ma, grazie all'effetto competitivo dei salari, potrebbe portare a una notevole diminuzione dei salari italiani ed europei.[79][80] Tuttavia l'argomentazione relativa alla delocalizzazione risulta poco fondata, poiché il collegamento riguarda due Paesi – Italia e Francia – con livelli salariali simili e alti, e non economie a basso costo del lavoro.
- Stando al progetto ufficiale, l'opera completa, avente un costo stimato di circa 23 miliardi di euro, farebbe risparmiare 2 ore e 12 minuti di percorrenza rispetto alla linea già esistente tra Torino e St. Exupéry.[81] Seguendo invece il progetto low cost, da 8,5 miliardi di euro, il risparmio di tempo si riduce a 48 minuti.[82]

Molti di questi argomenti sono stati riassunti in un documento redatto dall'associazione Pro Natura Torino nel quale vengono elencate 150 ragioni del movimento No TAV. Sono inoltre trattati in uno studio della "COWI A/S" commissionato dall'UE.

## Procedimenti giudiziari
Il 18 agosto 2011 50 attivisti del movimento No TAV sono denunciati per interruzione di pubblico servizio, a seguito della protesta di circa trecento militanti No TAV (presenti secondo i media anche alcune decine di militanti anarco-insurrezionisti) che si sono ritrovati sulle banchine della stazione di Avigliana bloccando il treno in arrivo per due ore sventolando le bandiere del movimento e occupando le banchine. La questura rileva l'assenza "delle condizioni di sicurezza per il passaggio del convoglio" e, visionando le immagini, ha potuto denunciare 50 militanti.
Al termine degli scontri avvenuti durante la manifestazione del 3 luglio 2011 vengono fermati e poi arrestati 5 manifestanti No TAV, appartenenti all'area antagonista, con l'accusa di resistenza e lesioni a pubblico ufficiale, detenzione e lancio di oggetti e detenzione di materiale esplosivo. Il 7 luglio viene convalidato il fermo per 4 di essi dal GIP di Torino, il quinto viene denunciato a piede libero.
Il 26 gennaio 2012 la magistratura di Torino invia 26 ordinanze di custodia cautelare in carcere, 15 obblighi di dimora, e una condanna agli arresti domiciliari a 42 persone accusate di aver compiuto i reati di resistenza a pubblico ufficiale, violenza, lesioni, manifestazione illecita e danneggiamento aggravati in concorso, durante la manifestazione del 3 luglio 2011. Fra gli arrestati spicca anche un ex appartenente alle Brigate Rosse.
Il 22 febbraio 2012 sono denunciati 60 manifestanti No TAV per manifestazione non illecita, dopo essere scesi in strada a Genova per manifestare contro la presentazione di un libro del procuratore capo di Torino, Gian Carlo Caselli.
Il 26 febbraio 2012 il Gruppo Ferrovie dello Stato sporge denuncia per danneggiamento e aggressione contro gli autori degli atti vandalici e dell'aggressione ai danni di quattro dipendenti delle Ferrovie dello Stato, fermati dalla Polizia ferroviaria in occasione della partenza dalla stazione ferroviaria di Milano di un gruppo di manifestanti No TAV per Torino.
Dopo gli scontri e l'occupazione dell'Autostrada A32 nella notte fra il 29 febbraio e il 1º marzo 2012 sono fermati dalla Polizia cinque militanti e uno di essi è poi arrestato per resistenza a pubblico ufficiale e lesioni. Gli altri fermati sono identificati e poi rilasciati.
Il 2 marzo 2012 a seguito dell'occupazione dei binari della stazione ferroviaria di Brescia da parte di manifestanti No TAV appartenenti a centri sociali, sono sporte 29 denunce per manifestazione illecita, interruzione di pubblico servizio, accensioni pericolose, travisamento e danneggiamento. Altri 10 manifestanti sono denunciati per manifestazione illecita dopo il blocco del casello autostradale di Rovato, durante la serata del 1º marzo 2012.
L'8 marzo 2012 la Polizia di Stato ha denunciato 15 manifestanti per interruzione di pubblico servizio e manifestazione illecita dopo aver analizzato le foto e i filmati riguardanti l'occupazione dei binari della stazione di Cremona avvenuta il 1º marzo da parte di attivisti del movimento No TAV.
Il 12 marzo 2012 la procura di Genova ha aperto un fascicolo a carico di 7 manifestanti No TAV a causa dei fatti avventi durante il corteo del 12 febbraio a Genova. Le accuse sono di resistenza a pubblico ufficiale, imbrattamenti di muri, lancio e scoppio di materiale pericoloso. Il corteo era stato organizzato per chiedere la scarcerazione di un altro manifestante arrestato il 26 gennaio.
Il 15 marzo 2012 la Polizia di Stato di Perugia ha denunciato 25 persone per il blocco dei binari della stazione di Perugia Fontivegge. Le accuse sono interruzione di pubblico servizio e inosservanza dei provvedimenti dell'autorità. A queste si aggiungono tre denunce per manifestazione illecita e altre tre per violazioni delle disposizioni a tutela dell'ordine pubblico attraverso il travisamento per non farsi riconoscere.
Il 29 marzo 2012, a seguito delle denunce presentate dagli attivisti, la procura di Torino ha aperto una ventina di fascicoli sulle presunte violenze perpetuate da membri delle forze dell'ordine nei confronti di appartenenti al movimento No TAV durante le manifestazione del 3 luglio 2011.
Il 6 aprile 2012 la DIGOS denuncia altre 71 persone appartenenti al movimento No TAV per i reati commessi durante la manifestazione illecita del febbraio 2011 a Genova, durante la presentazione di un libro del procuratore capo di Torino, Gian Carlo Caselli. I reati contestati sono: manifestazione illecita, resistenza e violenza a pubblico ufficiale, travisamento, imbrattamento e danneggiamento di edifici, detenzione illecita di armi.
Dal 2019 la DIGOS indaga attraverso pedinamenti, intercettazioni telefoniche e ambientali e telecamere all'interno delle abitazioni, 69 appartenenti al movimento (alcuni anche al Centro Sociale Askatasuna e allo Spazio Popolare Neruda), al fine di accusarli di associazione sovversiva. La chiamano Operazione Sovrano. Il fascicolo del caso, di oltre 5mila pagine, viene presentato in Tribunale il 12 Maggio 2022, contestati 112 reati. L'11 luglio il Tribunale del Riesame ridimensiona l'accusa in associazione per delinquere con 28 imputati, di cui solo 11 accusati di associazione a delinquere, e i reati scendono a 72. I testimoni sono più di duecento. Si forma quindi un'associazione contraria, ironica, chiamata Associazione A Resistere, in 3 giorni raggiunge 1 000 tessere.
Il primo grado del processo, è ad ora rimandato a settembre 2024.

## Filmografia
- No TAV, gli indiani di valle di Adonella Marena (2005). Produzione: Overfilm. Durata: 54 minuti. Fotografia: Alberto Airola Montaggio: Massimo Cellerino. Musiche: Davide Balistreri ed Emmanuele de Paoli.
- No TAV, fermarlo è possibile a cura del Centro Sociale Askatasuna e del Comitato di lotta popolare (2006). Durata: 75 minuti.[99]
- Le meraviglie del mondo! di Nicola Palmeri (2006). Durata 15'.
- Valle di Susa, le ragioni di un NO di Franca Verda Hunziker e Francesco Chiesa (2006). Produzione: Televisione svizzera di lingua italiana. Durata: 33 minuti. Fotografia: Alberto Moccia. Montaggio: Marianne Quarti. Sonoro: Nino Maranesi e Renato Soldini.
- Fratelli di TAV di Manolo Luppichini e Claudio Metallo (2008). Produzione: Teleimmagini, Candida TV. Durata: 60 minuti.
- Il vento che fermò il treno a cura di Riccardo Pavia e Oscar Margaira (2008). Produzione: Pronatura Piemonte. Durata: 126 minuti. Documentario.
- Il cartun d'le ribelliun di Adonella Marena (2008). Produzione: Don Quixote / Djanetfilm. Fotografia: Fabio Colazzo Adonella Marena. Montaggio: Dario Castelli Marco Duretti. Musiche: Davide Balistreri. Durata: 85 minuti. Film-documentario.
- QUI di Daniele Gaglianone (2014). Produzione: Axelotil Fil, Fandango, Babydoc. Durata: 120 minuti. Soggetto: Daniele Gaglianone, Giorgio Cattaneo. Montaggio: Enrico Giovannone. Sonoro: Vito Martinelli.
- Il cantiere - Costruire la resistenza (2015) di Laszczkowski Mateusz antropologo Università di Varsavia, montaggio Alovisi Massimo. Durata 56 minuti. Progetto Programma Fuga2 del Centro Nazionale per la Scienza (Polonia).
- Archiviato. L'obbligatorietà dell'azione penale in Valsusa (2016). Documentario realizzato con il patrocinio di cinque associazioni: Controsservatorio Valsusa; Antigone – per i diritti e garanzie del sistema penale; A buon diritto – associazione per le libertà; Associazione Nazionale Giuristi democratici; L’altro diritto – Centro documentazione su carcere, devianza e marginalità.